# Långsjön (Stora Tuna socken, Dalarna, 669101-146841)
Långsjön är en sjö i Borlänge kommun och Ludvika kommun i Dalarna och ingår i Dalälvens huvudavrinningsområde. Sjön är 25,1 meter djup, har en yta på 0,708 kvadratkilometer och befinner sig 237,1 meter över havet. Sjön avvattnas av vattendraget Tunaån (Flokån).

## Delavrinningsområde
Långsjön ingår i det delavrinningsområde (669177-146828) som SMHI kallar för Utloppet av Långsjön. Medelhöjden är 270 meter över havet och ytan är 7,16 kvadratkilometer. Räknas de 16 avrinningsområdena uppströms in blir den ackumulerade arean 103,77 kvadratkilometer. Tunaån (Flokån) som avvattnar avrinningsområdet har biflödesordning 2, vilket innebär att vattnet flödar genom totalt 2 vattendrag innan det når havet efter 249 kilometer. Avrinningsområdet består mestadels av skog (82 procent). Avrinningsområdet har 0,71 kvadratkilometer vattenytor vilket ger det en sjöprocent på 9,9 procent.